# Rustam Tariko
Rustam Tariko (n. 1961) es un empresario ruso de origen tártaro, propietario y fundador de la marca Russian Standard, que incluye el Russian Standard Bank y compañías de créditos y seguros, junto con el famoso vodka Russian Standard.
A febrero de 2005 Tariko tenía una fortuna de unos 870 millones de dólares (24 500 millones de rublos).
Como el también multimillonario ruso Román Abramóvich, Tariko planea junto con el expiloto de Fórmula 1, Eddie Irvine comprar un equipo ya existente de Fórmula 1 para las próximas temporadas.
- Datos: Q898514